# جيني دوللي
جيني دوللي (بالإنجليزية: Jenny Dolly)‏ (بالمجرية: Deli Janka)‏ هي راقصة وممثلة مجرية وأمريكية، ولدت في 25 أكتوبر 1892 في Balassagyarmat ‏ في المجر، وتوفيت في 1 يونيو 1941 في هوليوود في الولايات المتحدة بسبب شنق.

## وصلات خارجية
- جيني دوللي على موقع IMDb (الإنجليزية)
- جيني دوللي على موقع قاعدة بيانات برودواي على الإنترنت (الإنجليزية)
- جيني دوللي على موقع قاعدة بيانات برودواي على الإنترنت (الإنجليزية)
- جيني دوللي على موقع قاعدة بيانات برودواي على الإنترنت (الإنجليزية)
- جيني دوللي على موقع قاعدة بيانات الأفلام السويدية (السويدية)
- جيني دوللي على موقع قاعدة بيانات الفيلم (الإنجليزية)
- جيني دوللي على موقع كينوبويسك (الروسية)